# 查多寺
查多寺，位于西藏自治区拉萨市墨竹工卡县尼玛江热乡帮达村，是一座藏传佛教寺院。

## 简介
查多寺位于西藏自治区拉萨市墨竹工卡县。为藏传佛教寺院。
2012年，该寺的僧人旦增朗杰被评为西藏自治区爱国守法先进僧尼。